# Leptin

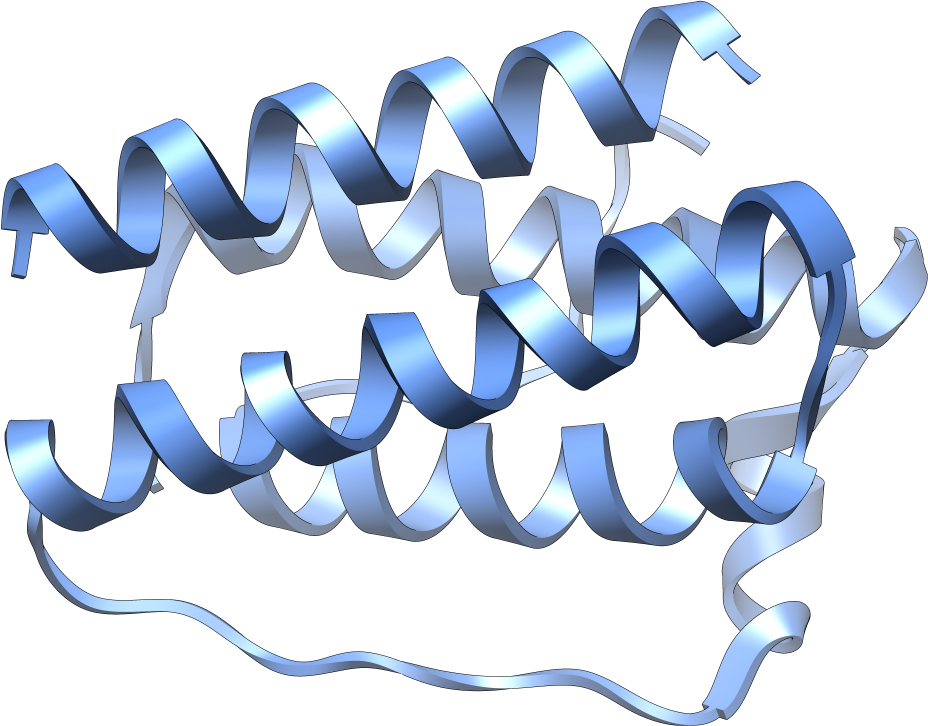
Leptin

Leptin är ett hormon som insöndras till blodet från fettvävnad, där det bildas. 
Leptinet upptäcktes 1994 under fetmastudier på djur av Douglas Coleman, Jeffrey Friedman, Rudolph Leibel et al vid Rockefelleruniversitetet och Jackson Laboratories, och uppkallades efter det grekiska ordet för 'smal'. Eftersom det var det första hormonet som visade sig bildas av fettvävnad, ledde upptäckten också till förståelsen att fett inte uteslutande är ett förråd av energi utan också ett endokrint organ.
Hormonet består av 167 aminosyror, och utsöndras pulsatilt under dygnet. Som regel är leptinnivåerna i blodet högst på kvällen och morgonen. Nivåerna påverkas dels av leptingenen, dels av mängden kroppsfett och av kaloriintaget. Sedan det insöndrats i blodet når det leptinreceptorer (ObR), vilka finns i hjärnan och i andra kroppsorgan. En variant ObR finns uttryckt i hypotalamus, där den reglerar energijämvikt samt fungerar neuroendokrint som signalsubstans och genom att starta flera signaltransduktioner. I hypotalamus interagerar leptinet med andra fettrelaterade hormoner, som proopiomelanokortin.
I hypotalamus signalerar leptinet hur stort energiförrådet är, genom att aktivera eller minska hunger och aptit. Det samverkar i andra delar av hjärnan med dopaminet, som reglerar det uppsökande beteendet, i detta fall gentemot föda. Hos möss, men inte hos människor, har leptinet visat sig aktivera det sympatiska nervsystemet och termoregleringen i bruna fettceller.
Leptinnivåerna sjunker kraftigt av fasta, vilket leder till att könshormonnivåerna påverkas varigenom fertiliteten minskar, tyroideahormonnivåerna sjunker varmed ämnesomsättningen saktas av, samt att nivåerna av tillväxthormon medan IGF-1 sjunker signifikant.
Ett flertal studier har sedan leptinet upptäcktes försökt finna en medicinsk användning av hormonet, framför allt att minska fetma. Vid anorexia nervosa uppstår hypoleptinism (patologiskt låga nivåer leptin). Det finns en ärftlig form av leptinbrist (som kunnat lokaliseras till personer från Mellanöstern) hos personer med kraftig fetma från och med barndomen. Ärftlig leptinbrist ger hyperfagi (hetsätning) och aggressiva beteendestörningar ifråga om mat. Personer med ärftlig leptinbrist har behandlats framgångsrikt med leptin.